# Гуджрат
Гуджрат (урду گجرات‎, англ. Gujrat) — город в Пакистане, центр одноимённого округа.

## Расположение
Гуджрат расположен на берегу реки Чинаб, примерно в 120 километрах к северу от Лахора (столицы провинции Пенджаб), и 150 километрах от Исламабада (столицы Пакистана).

## История

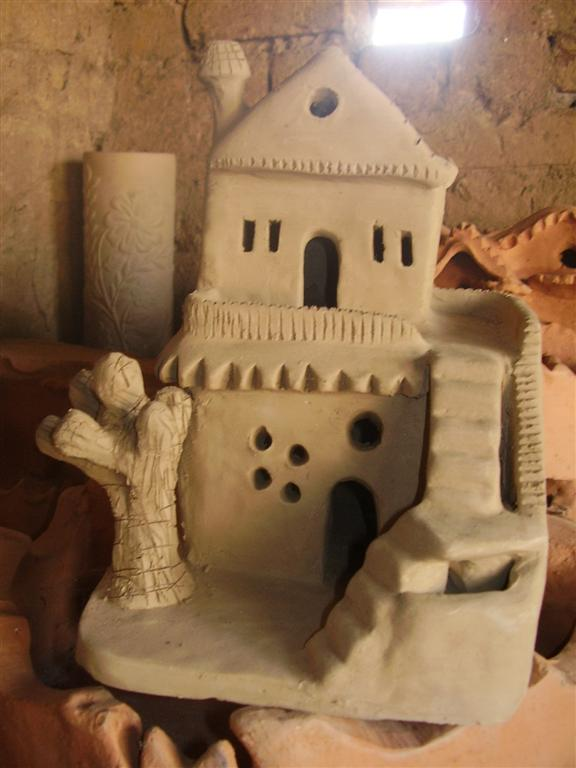
Изделие из глины, сделанное умельцем с Гуджрата.

Город был основан в 460 году до н. э., согласно генералу Каннингему, британскому историку. Существует исторический консенсус насчёт того, что Гуджрат существовал ещё во времена Александра Македонского, и что Раджа города — Пор, бросил вызов вторжению Александра на берегу Джелама.
В период Империи Великих Моголов, могольская знать путешествовала через этот район на пути в Кашмир. Когда король Джахангир умер (по дороге из Кашмира), о его смерти не сообщили, чтобы избежать хаоса в империи. Его останки были вывезены и захоронены в Гуджрате. По сей день, проводится ежегодный фестиваль в память об этом событии, широко известный как «Фестиваль Джахангира».
Два основных сражения между британскими войсками и армией сикхов произошли в этом районе: Битва за Чиллианвала и Битва за Гуджрат. Только после победы в битве за Гуджрат (22 февраля 1849 года), англичане смогли объявить о своей победе в Пенджабе.
Статус города Гуджрат получил в начале 19 века, во времена Британской империи.